# Loweton

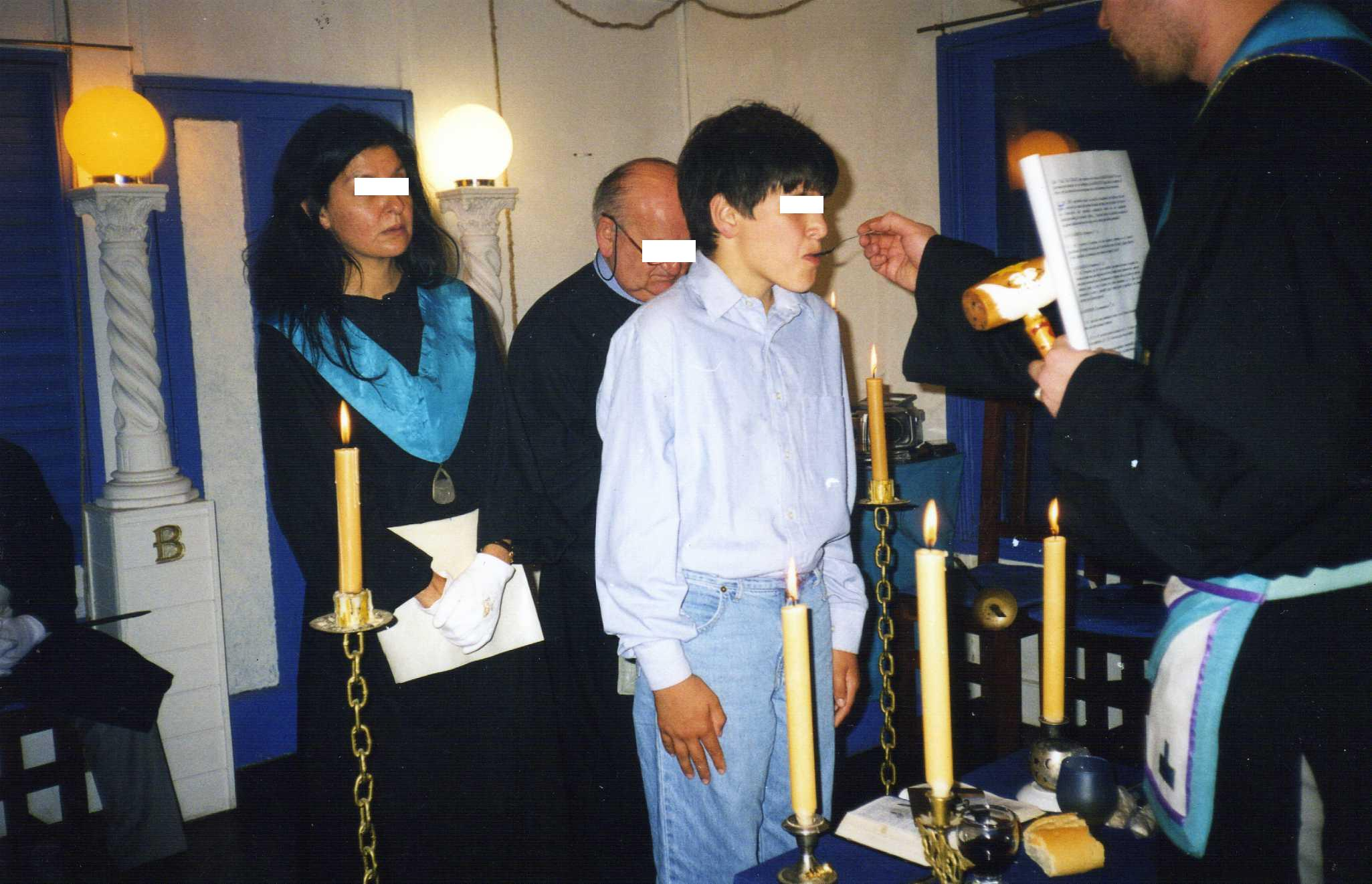
Ritual de adopción de un Loweton - El niño se encuentra escoltado por sus padrinos, que lo apuntalan en la ceremonia.

El término Loweton, Lobetón, Louvetón, Luveton, Lobatillo, Luston o Lovetón, es la forma en que la Masonería llama a los hijos de los maestros masones. Por considerarse a sí mismos los francmasones como "hermanos", cada hijo de un maestro masón es sobrino de todos los otros masones. Por extensión, el Loweton es simplemente el hijo de un masón activo, sea o no un maestro, pero en la práctica solo se reconocen lowetones a los hijos de los maestros masones. El Loweton es el lobato de la manada, es el pequeño que debe ser protegido, educado, guiado y amparado por todos los hermanos masones.

## Orígenes del término
No existen precisiones sobre el origen de la palabra. Algunas corrientes sostienen que entre los pueblos Francos y los Normandos, se denominaba louve a la palanca o leva, principal herramienta que usaban los compañeros constructores de la Edad Media, para movilizar grandes piedras.
De allí que los hijos de los antiguos arquitectos, agrupados en los gremios medievales de Europa, fueran sostenidos con la palanca o leva de la fraternidad a la cual los adultos estaban asociados. Los lowetones serían los futuros aprendices del arte de la construcción.
Entrado el siglo XX, los francmasones unieron la idea de la palanca, con la protección de los lobatos que había mostrado Rudyard Kipling en El libro de la selva; conceptos estos que luego serían tomados por Robert Baden-Powell en la creación de los Boy Scout. Justamente la rama más joven de los Scout, son los lobatos, a cargo de un lobo adulto que es su guía y protector.
Kipling fue un francmasón iniciado en India, y se cree que Baden-Powell también habría sido Iniciado en alguno de los territorios de ultramar del Imperio Británico.
Finalmente, los autores Clavel y Ragon sostienen que el término loweton, o simplemente lobato, es mucho más antiguo aún. Según ellos, los Iniciados en los Misterios de Isis, en el Antiguo Egipto, portaban una máscara dorada con el rostro de un lobo. Estos iniciados eran llamados "chacales", o "pequeños lobos". Véase la semejanza con Anubis, y su relación con los eventos que rodean la muerte, o la Iniciación.

## Deberes del Loweton
En algunos templos, el Loweton es representado por aparejos de poleas y cuerdas, que sirvieron en la masonería operativa para movilizar grandes piedras y pesos utilizando relativamente poca fuerza. Justamente el simbolismo es la fuerza del hijo del masón, que aunque aún es pequeño, puede llegar a movilizar grandes pesos con la utilización de la técnica, generada por la inteligencia.
El Loweton, el hijo de un maestro masón, debe cumplir sus obligaciones filiales para con sus padres dispensándoles amor y agradecimiento. Cuando por edad avanzada o por enfermedad los padres no pudieran trabajar por sí mismos, el Loweton tiene el deber de apoyar y asistir a su progenitor, acompañándolo hasta sus últimos días o hasta su restablecimiento.

## Adopción del Loweton
Un Loweton adquiere ese estatus simplemente por ser hijo de un maestro masón. No obstante, los masones pueden realizar una ceremonia de recepción del Loweton dentro de una logia, para impartirle los primeros conocimientos de la francmasonería, y afirmar en su conciencia que todos los "Hermanos Masones" son sus tíos, y con ellos puede contar en forma incondicional durante toda la vida.
Originalmente la adopción de Lowetones se realizaba como un protocolo para garantizar la protección moral y material a los hijos o hijas de un maestro masón fallecido. En la actualidad, la adopción del Loweton garantiza que si el padre del niño llegara a morir, toda la Confraternidad se hará cargo de ese niño, y protegerá en forma corporativa los derechos y necesidades del menor hasta su mayoría de edad.
La adopción de un Loweton, puede realizarse en ausencia del mismo o de quien es su progenitor, si mediaran circunstancias especiales que impidieran realizarla de otro modo.

"...se trata de liberarles de los males con que le amenaza la superstición; iniciarle en la vida de la inteligencia; quitarle el velo material que cubre sus ojos y purificando su cuerpo, llevar a su espíritu con el amor al estudio, la inspiración de la virtud y de la fraternidad universal, para que esta, su primera iniciación, le abra el camino de la felicidad...". Blasco Ibáñez

La adopción de un Loweton o Lowetona, es una especie de bautismo masónico, y lo ideal es realizarlo a una edad en que el niño tenga comprensión de sus actos, por lo cual se acostumbra hacerlo entre los 7 y los 17 años de edad. En circunstancias de riesgo manifiesto para el niño o para su progenitor, la adopción puede realizarse a los 3 años o en cualquier momento, si los riesgos fueran muy graves y la Organización debiera acudir en ayuda en forma inminente.
Los masones eligen un momento astronómico del año antes del Solsticio para realizar la ceremonia de adopción de los Lowetones, los cuales contarán a partir de ese momento con el padrinazgo de dos Hermanos de la logia. 
Aún sin ese padrinazgo y sin esa ceremonia, todos los otros masones consideran a ese vástago de un maestro masón, como hijo de un hermano suyo y por lo tanto su sobrino.
Los derechos del Loweton prescriben a los 18 años, momento en que puede pedir ingresar a uno de los talleres de trabajo.